# Cooraboorama
Cooraboorama is een geslacht van rechtvleugeligen uit de familie Gryllacrididae. De wetenschappelijke naam van dit geslacht is voor het eerst geldig gepubliceerd in 1990 door Rentz.

## Soorten
Het geslacht Cooraboorama  is monotypisch en omvat slechts de volgende soort:
- Cooraboorama canberrae (Rentz, 1990)